# Equipo de Reservas del Club Sporting Cristal
El Equipo de Reservas del Club Sporting Cristal es el más alto de los equipos juveniles del Sporting Cristal y del equipo de reservas del club. Juegan el Torneo de Promoción y Reservas. Es el segundo equipo de Sporting Cristal después de la escuadra principal. Fueron campeones del torneo de reservas cuatro veces (en 2016, 2018, 2019 y 2023). El mánager del equipo es actualmente Jorge Cazulo, un exfutbolista que fue 5 veces campeón nacional con el primer equipo.

## Divisiones inferiores
Divisiones menores del Club Sporting Cristal
El club cuenta con distintas divisiones menores, cuyos equipos son los que más han ganado los campeonatos infantiles y de reservas.

### Cultura deportiva y formativa
La cultura deportiva del Club Sporting Cristal siempre ha resumido en profesionalismo, que implica mantener una conducta y comportamiento sumamente profesional dentro y fuera de las canchas y juego vertical, que resulta en un juego vistoso y ofensivo.
Los pilares de la cultura deportiva del club son la base en la formación de las divisiones menores y esta presta especial cuidado en la formación y desarrollo del ser humano - individuo, es por eso que es muy conocida la frase en la interna del club que reza: primero se forma a la persona, luego al jugador.

## Palmarés

### Torneos nacionales
| Competición                   | Títulos                | Subcampeonatos         |
| ----------------------------- | ---------------------- | ---------------------- |
| Torneo de Promoción y Reserva | 2016, 2018, 2019, 2023 | 2014-I, 2015-III, 2017 |
| Copa Generación Sub-18        | 2020.                  |                        |
| Torneo Centenario Sub-17      | 2018                   |                        |
| Torneo Centenario Sub-15      | 2017, 2018.            |                        |
| Copa Modelo Centenario        | 2016.                  |                        |

### Torneos cortos
| Competición         | Títulos          | Subcampeonatos |
| ------------------- | ---------------- | -------------- |
| Torneo Apertura (3) | 2016, 2017, 2018 | 2019           |
| Torneo Clausura (3) | 2016, 2018, 2019 | 2017           |